# The Black Diamond (película de 1922)
The Black Diamond (en francés: Le diamant noir) es una película de misterio muda de 1922 dirigida por André Hugon y protagonizada por Claude Mérelle, Ginette Maddie y Armand Bernard.

## Protagonistas
- Claude Mérelle como Fräulein
- Ginette Maddie as Nora
- Armand Bernard como Gottfried
- Pierre Fresnay como Bouvier
- Henry Krauss como Monsieur de Mitry
- Romuald Joubé como Monsieur de Fresnay
- Charles de Rochefort
- Irène Sabel
- Jean Toulout